# Кур'єнмякі (Турку)
Кур'єнмякі (фін. Kurjenmäki швед. Tranbacken) — один із центральних районів міста Турку, що входить до Центрального територіального округу. 
На території району розташований комплекс будівель Центральної міської лікарні. 

## Географічне положення
Район розташований на південний схід від центральної частини міста і межує з II і III районами, а також з районом Купіттаа. 

## Населення
У 2004 населення району становило 679 осіб, з яких діти молодше 15 років — 7,07%, а старше 65 років — 20,47%. Фінською мовою як рідною володіли 92,64%, шведською — 3,39%, а іншими мовами — 3,98% населення району.